# Il bandito fantasma (film 1941)
Il bandito fantasma (The Lone Rider Fights Back) è un film del 1941 diretto da Sam Newfield.